# Ниррти (Звёздные врата)
Ниррти — персонаж из телесериала «Звёздные врата: SG-1». Она была могущественным гоа’улдом и одним из Системных владык. Персонаж основан на одноимённой богине (Ниррти или Ниррит) из индусской мифологии. Поскольку Ниррти играла в ведическом пантеоне второстепенную роль, ассоциируясь с юго-западом и будучи (в качестве божества смерти) одним из воплощений разрушительницы Кали, она считалась едва ли не самым загадочным гоа’улдом.
Ниррти долгое время тайно пыталась создать «хок’тара» — продвинутого человека с отдельными способностями Древних, чтобы использовать его в роли совершенного носителя. Для этого она проводила опыты на населении подчинённых ей планет. Она имела огромные знания в области генетики, которые она использовала также для создания «живых бомб». Одна из этих бомб была послана Апофису, где этот человек взорвался и уничтожил всё в округе. Она также разработала персональное поле невидимости, работающее по принципу сдвига по фазе, аналогичному свойственному ри'ту.

## Кассандра
Одна из планет, на которых Ниррти проводила свои опыты, была Ханка, где она содержала тайную подземную лабораторию в лесу. Используя ретровирус, она даже преуспела в создании нескольких людей с телекинетическими способностями. Когда люди SGC впервые появились на планете, Ниррти выпустила смертельный вирус, убивший всех её жителей, включая SG-команду. Выжил лишь один человек — девочка по имени Кассандра.
SG-1 обнаружили Кассандру и отправили её на Землю. Там, в ней обнаружили элементы «живых бомб» Ниррти, и командование звёздных врат не было полностью уничтожено лишь благодаря смекалке Саманты Картер. Тем временем, Джек О'Нилл и Тил'к оказались под обстрелом ха’така Ниррти, но им удалось вовремя бежать через врата.

## Встреча собственной персоной
SGC встретились с Ниррти лицом-к-лицу, когда она, вместе с Хроносом и Юем, была отправлена Системными владыками на Землю для переговоров с азгардами о включении Та’ури в Договор о защищённых планетах. Она сочла, что эти условия будут идеальными для того, чтобы физически устранить своих «коллег» и свалить всю вину на землян. Переговоры протекали в напряжённой обстановке и из-за их саботажа со стороны Ниррти были близки к тому, чтобы поставить Землю под угрозу уничтожения. Во время переговоров Хронос, считавшийся после гибели Ра самым могущественным гоа’улдом, изъявил желание вызвать к себе Тил’ка, чей отец некогда был его первым джаффа и был убит им после проваленного задания. Во время встречи гоа’улда и джаффа Ниррти использовала своё устройство невидимости, чтобы напасть на Хроноса и Тил’ка, смертельно ранив первого. В придачу, невидимость позволила ей подстроить всё таким образом, чтобы инцидент выглядел местью Тил’ка.
Хотя Ниррти сделала вид, что не может излечить Хроноса без саркофага, с помощью одного лишь лечебного устройства, её ложь вскоре была выявлена — Саманта Картер, способная оперировать гоа’улдской технологией благодаря присутствию наквады в крови, воспользовалась лечебным устройством и спасла жизнь Системному владыке. Затем SG-1, догадавшись о возможности использования Ниррти технологии генерирования невидимости, изложили перед Юем доказательства её предательства, и она попыталась сбежать. Используя ТПУ, её обнаружили и схватили. Взамен на заключение договора (с некоторыми поблажками для Земли), Ниррти была передана в руки Хроноса, который, естественно, поместил её в тюрьму.
После того как SG-1 удалось убить Хроноса на Джуне, Ниррти сбежала из заключения и продолжила свои изуверские опыты. Когда Кассандра начала проявлять признаки телекинеза, SG-1 вернулись на Ханку, где они обнаружили лабораторию Ниррти. Так как невидимая Ниррти в тот момент находилась в лаборатории, она последовала за командой через врата. Однако когда Ниррти попыталась приблизиться к Кассандре, та почувствовала присутствие гоа’улда и объявила тревогу. Впоследствии, Ниррти была поймана.
Когда генерал Хаммонд приказал ей излечить девочку, Ниррти потребовала освобождения и пробу крови Кассандры для продолжения своих опытов. После угроз со стороны доктора Джанет Фрейзер, Ниррти согласилась излечить Кассандру взамен на свободу (кровь ей так и не дали). Уходя, она заявила, что сама не стала бы придерживаться условий сделки.

## РесеквенсировательДНК
Позже Ниррти обнаружила в одном из миров устройство Древних, ресеквенсирователь ДНК, позволяющий ей читать и изменять генотип человека. С помощью этого устройства она приступила к проведению опытов на местном населении под предлогом помощи. У людей, подвергавшимся её экспериментам, возникали различные ментальные способности, например телепатия и телекинез. Но при этом в лучшем случае их организмы сильно мутировали и уродовались, а в худшем — опыты Ниррти над её жертвами приводили к летальному исходу.
Однако на этой же планете находилась русская SG-группа (SG-4), возглавляемая подполковником Сергеем Ивановым. Русская группа обнаружила местного жителя по имени Алебран, который рассказал им о том, что Ниррти делает с его людьми. Хотя Иванов сумел доправить Алебрана на Землю, но земные медики не смогли спасти гостя от смерти. Командование приняло решение отправить две SG-команды (SG-1 и русскую) с приказом поймать или убить Ниррти. Когда подполковник Иванов привёл SG-1 к крепости Ниррти, им удалось обезвредить охранявших её джаффа, но они оказались бессильными перед лицом хок’таров Ниррти, были пойманы и доставлены к Ниррти.
Ниррти подвергла своим генетическим опытам поочерёдно Сергея Иванова, Саманту Картер и Джонаса Куинна, причём состояние Картер и Иванова сильно ухудшилось (последний в конечном итоге умер от поставленных на нём опытов). Когда подошла очередь полковника О’Нилла, он убедил Эггара — одного из местных телепатов, бывшего братом Алебрана, — прочесть мысли своей «богини». Узнав, что Ниррти лишь использовала их для своих целей и убьёт их, когда в них уже не будет надобности, тот пришёл в ярость и сообщил о сущности их повелительницы другому местному, телекинетику Водану. Водан поднял Ниррти в воздух и свернул ей шею, несмотря на просьбы О’Нилла оставить её в живых. Но перед смертью гоа’улда телепату удалось узнать у неё, как управлять машиной, чтобы вернуть жителей планеты к нормальному состоянию.
Последствия генных манипуляций Ниррти привели к образованию мозговой опухоли у Джонаса, которая позволяла ему видеть возможное будущее.